# لئون ریپی
 لئون ریپی (به انگلیسی: Leon Rippy) (زاده ۳۰ اکتبر ۱۹۴۹) بازیگر آمریکایی است. از فیلم‌های معروف او می‌توان به ورود، هیولاهای هشت‌پا، اسلحه‌های جوان ۲، نجات گریس، فراتر از قانون، زندگی کینگ کونگ و کافس اشاره کرد.